# Turingova cena
Cena A. M. Turinga (anglicky ACM A.M. Turing Award) je ocenění udělované každoročně Asociací výpočetní techniky (ACM) jednotlivcům za jejich technický přínos v oboru informatiky. Přínos by měl mít trvalou a výraznou důležitost pro celý obor. Většina oceněných osobností byli informatici.
Cena je pojmenována po Alanu Mathisonovi Turingovi (1912–1954), britském matematikovi, který je považován za jednoho ze zakladatelů moderní informatiky. Turingova cena je někdy označována za „Nobelovu cenu informatiky“, neboť je nejdůležitějším oceněním v tomto oboru.
Turingovu cenu sponzoruje společnost Google Inc.; momentální výše ceny je 1 000 000 USD (dříve měla cena hodnotu 250 000 dolarů).

## Seznam nositelů
| Rok  | Nositel                                             | Přínos |
| ---- | --------------------------------------------------- | --- |
| 1966 | Alan J. Perlis                                      | pokročilé metody programování, tvorba překladačů |
| 1967 | Maurice Wilkes                                      | uložený program, programové knihovny |
| 1968 | Richard Hamming                                     | numerické metody, systémy automatického kódování, kódy pro detekci a opravu chyb |
| 1969 | Marvin Minsky                                       | umělá inteligence |
| 1970 | James H. Wilkinson                                  | numerická analýza, lineární algebra, „zpětná“ analýza chyb |
| 1971 | John McCarthy                                       | umělá inteligence |
| 1972 | Edsger Dijkstra                                     | věda a umění programovacích jazyků |
| 1973 | Charles Bachman                                     | databázové technologie |
| 1974 | Donald Ervin Knuth                                  | analýza algoritmů a návrh programovacích jazyků |
| 1975 | Allen Newell a Herbert A. Simon                     | umělá inteligence, psychologie lidského vnímání, zpracování seznamů |
| 1976 | Michael O. Rabin a Dana S. Scott                    | nedeterministické počítače |
| 1977 | John Backus                                         | vysokoúrovňové programování, formální metody specifikace programovacích jazyků |
| 1978 | Robert Floyd                                        | metodologie tvorby účinného a spolehlivého software |
| 1979 | Kenneth Iverson                                     | programovací jazyky a matematická notace, implementace interaktivních systémů, výukové využití APL, teorie a praxe programovacích jazyků                                                                     |
| 1980 | C. Antony R. Hoare                                  | definice a návrh programovacích jazyků |
| 1981 | Edgar Frank Codd                                    | systémy pro řízení bází dat, obzvláště relační databáze |
| 1982 | Stephen Cook                                        | výpočetní složitost |
| 1983 | Ken Thompson a Dennis Ritchie                       | obecná teorie operačních systémů, implementace operačního systému UNIX |
| 1984 | Niklaus Wirth                                       | vývoj programovacích jazyků |
| 1985 | Richard M. Karp                                     | teorie algoritmů, zvláště teorie NP-úplnosti |
| 1986 | John Hopcroft a Robert Tarjan                       | návrh a analýza algoritmů a datových struktur |
| 1987 | John Cocke                                          | teorie překladačů, architektura rozsáhlých systémů, vývoj počítačů typu RISC |
| 1988 | Ivan Sutherland                                     | počítačová grafika |
| 1989 | William Kahan                                       | numerická analýza |
| 1990 | Fernando Corbató                                    | CTSS a Multics |
| 1991 | Robin Milner                                        | LCF, programovací jazyk ML, CCS |
| 1992 | Butler W. Lampson                                   | distribuovaná prostředí osobních počítačů |
| 1993 | Juris Hartmanis a Richard E. Stearns                | teorie výpočetní složitosti |
| 1994 | Edward Feigenbaum a Raj Reddy                       | rozsáhlé systémy umělé inteligence |
| 1995 | Manuel Blum                                         | teorie výpočetní složitosti a její aplikace na kryptografii a ověřování programů |
| 1996 | Amir Pnueli                                         | temporální logika, ověřování programů a systémů |
| 1997 | Douglas Engelbart                                   | interaktivní výpočty |
| 1998 | James Gray                                          | databázové transakční operace |
| 1999 | Frederick Brooks                                    | architektura počítačů, operační systémy, softwarové inženýrství |
| 2000 | Andrew Chi-Chih Yao                                 | teorie počítání včetně generování pseudonáhodných čísel, kryptografie a výpočetní složitosti |
| 2001 | Ole-Johan Dahl a Kristen Nygaard                    | objektově orientované programování |
| 2002 | Ronald L. Rivest, Adi Šamir a Leonard Adleman       | šifrování s veřejným klíčem |
| 2003 | Alan Kay                                            | objektově orientované programování |
| 2004 | Vint Cerf a Robert E. Kahn                          | protokoly TCP/IP |
| 2005 | Peter Naur                                          | návrh programovacích jazyků (ALGOL 60), návrh překladačů a umění a praxe počítačového programování |
| 2006 | Frances E. Allenová                                 | optimalizující překladače, automatická paralelizace provádění |
| 2007 | Edmund M. Clarke, E. Allen Emerson a Joseph Sifakis | práce na automatických způsobech hledání návrhových chyb v počítačovém hardwaru a softwaru |
| 2008 | Barbara Liskovová                                   | praktické a teoretické základy návrhu programovacích jazyků a systémů, zejména s ohledem na datovou abstrakci, odolnost vůči chybám a distribuované výpočty                                                  |
| 2009 | Charles P. Thacker                                  | průkopnický návrh a realizace osobního počítače a četné vynálezy, které pomohly rozšíření místních sítí (LAN)                                                                                                |
| 2010 | Leslie G. Valiant                                   | převratné příspěvky k teorii počítání, včetně teorie pravděpodobně přibližně správného učení, složitosti počítání a algebraických výpočtů a teorie paralelních a distribuovaných výpočtů                     |
| 2011 | Judea Pearl                                         | fundamentální příspěvky k rozvoji umělé inteligence prostřednictvím rozvoje kalkulu pro pravděpodobnostní a kauzální vyvozování                                                                              |
| 2012 | Silvio Micali a Shafi Goldwasser                    | práce v oblasti teorie složitosti, která položila teoretické základy moderní kryptografii a zavedení nových efektivních metod ověřování matematických důkazů v této oblasti                                  |
| 2013 | Leslie Lamport                                      | příspěvky ke spolehlivosti a konzistenci počítačových systémů |
| 2014 | Michael Stonebraker                                 | zásadní přínos k vývoji moderních databázových systémů |
| 2015 | Whitfield Diffie a Martin Hellman                   | vynalezení a rozšíření asymetrické kryptografie s veřejným klíčem, včetně použití pro elektronické podpisy, a praktického způsobu výměny kryptografických klíčů                                              |
| 2016 | Tim Berners-Lee                                     | zásluhy o rozvoj webových technologií, především protokolu HTTP, World Wide Web (WWW) i prvního webového prohlížeče.                                                                                         |
| 2017 | John Hennessy a David Patterson                     | systematický, kvantitativní přístup k návrhu a vyhodnocování počítačových architektur s trvajícím dopadem na mikroprocesorový průmysl                                                                        |
| 2018 | Yoshua Bengio, Geoffrey Hinton a Yann LeCun         | konceptuální a technické průlomy, které z hlubokých neuronových sítí učinily kritickou komponentu výpočetní techniky                                                                                         |
| 2019 | Pat Hanrahan a Ed Catmull                           | zásadní příspěvky počítačové 3D grafice a revoluční dopad těchto technik na počítačem generovaný obsah (CGI) ve filmu a dalších aplikacích                                                                   |
| 2020 | Alfred Aho a Jeffrey Ullman                         | fundamentální algoritmy a teorii zásadní pro implementaci programovacích jazyků a za shromáždění těchto výsledků a výsledků jiných v nesmírně vlivných knihách, které vzdělávaly generace počítačových vědců |
| 2021 | Jack Dongarra                                       | průkopnické příspěvky k numerickým algoritmům a knihovnám, které umožnily, aby po více než čtyři dekády udržoval vysoce výkonný výpočetní software krok s exponenciálním vylepšování hardwaru                |
| 2022 | Robert Metcalfe                                     | vynález, standardizace a komercializace Ethernetu |
| 2023 | Avi Wigderson                                       | průkopnické příspěvky teorii algoritmů včetně přetvoření našeho porozumění roli náhody v informatice a matematice a za dekády intelektuálního vedení v oboru teoretické informatiky                          |
| 2024 | Andrew Barto a Richard S. Sutton                    | vývoj koncepčních a algoritmických základů zpětnovazebního učení |